# Нильссон, Йоаким
Йоаким Нильссон (швед. Joakim Nilsson; родился 31 марта 1966 года в Ландскруне, Швеция) — шведский футболист, защитник. Известен по выступлениям за «Мальмё» и сборную Швеции. Участник чемпионата Европы 1992, чемпионата мира 1990 годов, а также Олимпийских игр в Сеуле.

## Клубная карьера
Нильссон воспитанник клуба «Ландскруна» из своего родного города. В 1986 году он дебютировал за команду во втором дивизионе чемпионата Швеции. По окончании сезона он получил приглашение из «Мальмё» и перешёл в новый клуб. В составе новой команды Йоаким дважды выиграл Аллсвенскан лигу и стал обладателем Кубка Швеции. После мирового первенства он переехал в Испанию, где подписал контракт с хихонским «Спортингом». После трёх лет в Испании Нильссон вернулся на родину, где пару сезонов отыграл за родную «Ландскруну». В 1995 году в возрасте 29 лет он завершил карьеру из-за хронической травмы.

## Международная карьера
В 1988 году Нильссон в составе олимпийской национальной команды принял участие в Олимпийских играх в Сеуле. На турнире он сыграл в матчах против команд Туниса, Китая, Германии и Италии. В 1990 году Йоаким попал в заявку национальной команды на поездку на Чемпионате мира в Италии. Он сыграл во встречах против сборных Коста-Рики, Шотландии и Бразилии. Через два года Нильссон принял участие в домашнем Чемпионате Европы. На турнире он участвовал в поединке против команды Германии. Шведы завоевали бронзовые медали.

## Достижения
Командные
 «Мальмё»
- Чемпионат Швеции по футболу — 1986
- Чемпионат Швеции по футболу — 1988
- Обладатель Кубка Швеции — 1986
- Обладатель Кубка Швеции — 1989

Международные
 Швеция
- Чемпионат Европы по футболу — 1992